# Corydoras weitzmani
Espèce
Corydoras weitzmani est une espèce de poissons-chats d'eau douce de la famille des Callichthyidae.

## Systématique
L'espèce Corydoras weitzmani a été décrite en 1971 par l'ichtyologiste néerlandais Han Nijssen (1935-2013),.

## Répartition et habitat
Il vit dans les cours d'eau d'Amérique du Sud, principalement dans l'ouest de la région de l'Amazone. L'espèce est menacée, à cause de la pollution de son milieu naturel résultant de l'activité humaine.

## Description
Corydoras weitzmani ressemble à Corydoras panda. Le mâle mesure 5,5 cm ; la femelle atteint 6 cm.

## Corydoras weitzmaniet l'Homme
Cette espèce peut être maintenue en aquarium. Elle aime vivre en petit groupe de six individus ou plus. Un bac de 60 L pour six individus fera très bien l'affaire. Toute nourriture lui convient mais elle préfère la nourriture vivante pour la mettre en condition de ponte.

## Étymologie
Son épithète spécifique, weitzmani, lui a été donnée en l'honneur de l'ichtyologiste américain Stanley Howard Weitzman (d) (1927-2017) qui s'est intéressé pendant longtemps au genre Corydoras.

## Publication originale
- (en) H. Nijssen, « Two new species and one new subspecies of the South American catfish genus Corydoras (Pisces, Siluriformes, Callichthyidae) », Beaufortia, NBC, vol. 19, no 250,‎ 1971, p. 89-98 (ISSN 0067-4745, lire en ligne).